# Vézilly
Vézilly és un municipi francès, situat al departament de l'Aisne i a la regió dels Alts de França. L'any 2007 tenia 155 habitants.

## Demografia

### Població
El 2007 la població de fet de Vézilly era de 155 persones. Hi havia 57 famílies de les quals 16 eren unipersonals (8 homes vivint sols i 8 dones vivint soles), 25 parelles sense fills i 16 parelles amb fills.
La població ha evolucionat segons el següent gràfic:
Habitants censats

### Habitatges
El 2007 hi havia 97 habitatges, 66 eren l'habitatge principal de la família, 23 eren segones residències i 8 estaven desocupats. Tots els 97 habitatges eren cases. Dels 66 habitatges principals, 62 estaven ocupats pels seus propietaris, 1 estava llogat i ocupat pels llogaters i 3 estaven cedits a títol gratuït; 2 tenien una cambra, 3 en tenien dues, 5 en tenien tres, 17 en tenien quatre i 38 en tenien cinc o més. 47 habitatges disposaven pel capbaix d'una plaça de pàrquing. A 33 habitatges hi havia un automòbil i a 29 n'hi havia dos o més.

### Piràmide de població
La piràmide de població per edats i sexe el 2009 era:
| Homes | Edats   | Dones |
| ----- | ------- | ----- |
| 0     | 95 o +  | 0     |
| 0     | 90 a 94 | 0     |
| 0     | 85 a 89 | 0     |
| 0     | 80 a 84 | 0     |
| 0     | 75 a 79 | 4     |
| 0     | 70 a 74 | 4     |
| 8     | 65 a 69 | 8     |
| 4     | 60 a 64 | 4     |
| 0     | 55 a 59 | 4     |
| 4     | 50 a 54 | 4     |
| 12    | 45 a 49 | 4     |
| 16    | 40 a 44 | 4     |
| 8     | 35 a 39 | 8     |
| 0     | 30 a 34 | 0     |
| 8     | 25 a 29 | 4     |
| 0     | 20 a 24 | 4     |
| 0     | 15 a 19 | 0     |
| 0     | 10 a 14 | 8     |
| 0     | 5 a 9   | 0     |
| 4     | 0 a 4   | 0     |

## Economia
El 2007 la població en edat de treballar era de 95 persones, 77 eren actives i 18 eren inactives. De les 77 persones actives 72 estaven ocupades (40 homes i 32 dones) i 5 estaven aturades (2 homes i 3 dones). De les 18 persones inactives 6 estaven jubilades, 3 estaven estudiant i 9 estaven classificades com a «altres inactius».

### Ingressos
El 2009 a Vézilly hi havia 73 unitats fiscals que integraven 173 persones, la mediana anual d'ingressos fiscals per persona era de 21.354 €.

### Activitats econòmiques
Dels 3 establiments que hi havia el 2007, 2 eren d'empreses de construcció i 1 d'una empresa d'hostatgeria i restauració.
Dels 3 establiments de servei als particulars que hi havia el 2009, 1 era una fusteria, 1 electricista i 1 restaurant.

## Poblacions més properes
El següent diagrama mostra les poblacions més properes.